# Callithrix intermedia
Callithrix intermedia är en primat i släktet silkesapor som beskrevs av Philip Hershkovitz 1977. Den tillhör undersläktet Mico som ibland godkänns som släkte.

## Utseende
Denna silkesapa har nästan samma utseende som Callithrix melanura. Hos Callithrix intermedia förekommer däremot en kännetecknande gulorange strimma på låren, en mörkare hjässa och en ljusare svans (inte svartaktig utan ljusare rödbrun till vit). Dessutom har den bara rudimentära tofsar vid öronens kanter. Artens rygg är täckt av rödbrun päls. Vikten varierar mellan 400 och 450 g.

## Utbredning och habitat
Arten förekommer i västcentrala Brasilien vid några av Rio Madeiras södra bifloder (Rio Aripuanã, Rio Roosevelt). Den lever i tropiska regnskogar, främst vid skogens kanter eller i delar av skogen som blev återskapad. Callithrix intermedia föredrar områden med halvhöga träd och med en tät undervegetation.

## Ekologi
Callithrix intermedia har i princip samma levnadssätt som andra silkesapor. Den äter naturgummi, trädens vätskor, frukter, blommor och nektar samt några smådjur som grodor, ödlor, snäckor, spindlar och insekter. En flock med nära besläktade individer har oftast 15 medlemmar. Arten är aktiv på dagen och klättrar främst i växtligheten. Flockens medlemmar markerar reviret med doftämnen.
Hos Callithrix intermedia förekommer två parningstider per år, den första mellan februari och april och den andra mellan september och november. Honor föder nästan alltid tvillingar. Efter några dagar deltar även andra flockmedlemmar i ungarnas uppfostring (även hanar som inte är ungarnas far) och efter fem månader slutar modern helt med digivning.